# Associazione Sportiva Cosenza Nuoto 2015-2016

## Rosa
| N° |                   | Ruolo | Giocatore        |
| -- | ----------------- | ----- | ---------------- |
|    | Italia (bandiera) | P     | Divina Nigro     |
|    | Italia (bandiera) | P     | Angela Manna     |
|    | Italia (bandiera) | D     | Rita De Mari     |
|    | Italia (bandiera) | D     | Claudia Presta   |
|    | Italia (bandiera) | D     | Agnese D'Amico   |
|    | Italia (bandiera) | CV    | Alessia Marani   |
|    | Italia (bandiera) | CV    | Silvia Motta     |
|    | Italia (bandiera) | CV    | Francesca Pomeri |

| N° |                     | Ruolo | Giocatore           |
| -- | ------------------- | ----- | ------------------- |
|    | Italia (bandiera)   | CV    | Martina Gallo       |
|    | Italia (bandiera)   | CV    | Benedetta Garritano |
|    | Italia (bandiera)   | A     | Roberta Motta       |
|    | Italia (bandiera)   | A     | Noemi Vitaliti      |
|    | Italia (bandiera)   | A     | Carolina Nicolai    |
|    | Italia (bandiera)   | A     | Veronica De Cuia    |
|    | Italia (bandiera)   | CB    | Giusi Citino        |
|    | Giappone (bandiera) | CB    | Miku Koide          |

| Allenatore: | Marco Capanna |

## Mercato
| Acquisti | Acquisti         | Acquisti | Acquisti |
| R.       | Nome             | da       |          |
| -------- | ---------------- | -------- | -------- |
| CV       | Francesca Pomeri | Imperia  |          |
| CV       | Silvia Motta     | Imperia  |          |
| CB       | Miku Koide       |          |          |

| Cessioni | Cessioni       | Cessioni      | Cessioni |
| R.       | Nome           | a             |          |
| -------- | -------------- | ------------- | -------- |
| D        | Sara Zaffina   | Messina       |          |
| CV       | Zoe Arancini   | fine rapporto |          |
| A        | Noemi Vitaliti | fine rapporto |          |
| CB       | Blanca Gil     | fine attività |          |

## Risultati

### Serie A1

#### Girone di andata
| Arbitri: | Giovanni Del Bosco Giovanni Lo Dico |

|                                                                             |           |                                                            |
| Di Mario: 5 Marletta: 4 Palmieri: 3 Riccioli: 2 Buccheri, Grillo, Aiello: 1 | Marcatori | 5: Motta 4: Pomeri 2: Citino 1: Garritano, De Cuia, Presta |

| Arbitri: | Bruno Navarra Arnaldo Petronilli |

|                           |           |                                                                                      |
| Citino, Motta, D'Amico: 1 | Marcatori | 3: Dario 2: I. Savioli, Queirolo 1: Gottardo, M. Savioli, Millo, Nencha, Lascialandà |

| Arbitri: | Alessandro Severo Andrea Zedda |

|                                                                   |           |                                                               |
| Centanni: 3 Monaco, Migliaccio, Tortora: 2 Anastasio, Acampora: 1 | Marcatori | 6: S. Motta 3: Presta 2: De Mari, Pomeri, D'Amico 1: R. Motta |

| Arbitri: | Luca Bianco Massimiliano Ruscica |

|                               |           |                                                           |
| Dufour: 5 Viacava:2 Trucco: 1 | Marcatori | 3: S. Motta 2: Marani, De Cuia 1: Koide, Pomeri, R. Motta |

| Arbitri: | Antonio Guarracino Antonio Pascucci |

|                                           |           |                                              |
| Pomeri: 3 Citino: 2 S. Motta, R. Motta: 1 | Marcatori | 4: Tabani 3: Bartolini 2: Albiani 1: Galardi |

| Arbitri: | Paolo Bensaia Massimiliano Sponza |

|                                               |           |                                                                                            |
| Pustynnikova: 2 Amoretti, Mori, Bencardino: 1 | Marcatori | 3: Pomeri, D'Amico 2: Citino, De Mari, Koide, Presta 1: Gallo, S. Motta, Nicolai, R. Motta |

| Arbitri: | Stefano Alfi Massimo Calabrò |

|                                                                  |           |                                              |
| Koide, Pomeri, D'Amico: 2 Citino, Garritano, Nicolai, De Cuia: 1 | Marcatori | 2: Zimmerman, Udoh, Budassi 1: Manzoni, Mina |

| Arbitri: | Giovanni Del Bosco Stefano Riccitelli |

|                                                                |           |                                                      |
| Radicchi: 4 Garibotti, Bosurgi: 3 Aiello: 2 Gitto, Morvillo: 1 | Marcatori | 4: Motta 1: Marani, Nicolai, Pomeri, Presta, De Cuia |

| Arbitri: | Fabio Collantoni Riccardo D'Antoni |

|                                   |           |                                                                               |
| De Cuia, Motta, Koide, D'Amico: 1 | Marcatori | 3: S. Criscuolo 2: Casanova, Cotti 1: Avegno, Lamarino, C. Criscuolo, Ioannou |

#### Girone di ritorno
| Arbitri: | Stefano Alfi Mario Bianchi |

|                                                                     |           |                                                                   |
| D'Amico: 5 S. Motta: 3 Presta, R. Motta: 2 Citino, Koide, Pomeri: 1 | Marcatori | 4: Palmieri 3: Grillo 2: Marletta, Buccheri 1: Di Mario, Riccioli |

| Arbitri: | Giuliana Nicolosi Arnaldo Petronilli |

|                                                                                  |           |                                          |
| Queirolo: 4 M. Savioli: 3 Barzon: 2 I. Savioli, Gottardo, Millo, Dario, Fisco: 1 | Marcatori | 1: Citino, Motta, Koide, Pomeri, D'Amico |

| Arbitri: | Attilio Paoletti Stefano Scappini |

|                                                                |           |                                                                     |
| Pomeri: 4 Motta, Koide: 3 De Cuia, Nicolai, Presta: 2 Greco: 1 | Marcatori | 1: Anastasio, Migliaccio, De Magistris, Foresta, Acampora, Centanni |

| Arbitri: | Mario Bianchi Vittorio Frauenfelder |

|                                                  |           |                                                      |
| Citino, S. Motta: 2 De Mari, Pomeri, R. Motta: 1 | Marcatori | 2: Dufour 1: Viacava, Trucco, Maggi, Boero, Rambaldi |

| Arbitri: | Antonio Pascucci Andrea Zedda |

|                                                                  |           |                                            |
| Bartolini: 3 Lapi, Galardi, Tabani: 2 Bosco, Albiani, Canetti: 1 | Marcatori | 2: Citino, Pomeri, D'Amico 1: Koide, Motta |

| Arbitri: | Gianfranco Bonavita Antonio Guarracino |

|                                                               |           |                                                       |
| Marani: 3 S. Motta, R. Motta: 2 Citino, Garritano, D'Amico: 1 | Marcatori | 2: Pustynnikova 1: Amoretti, Cuzzupè, Gamberini, Mori |

| Arbitri: | Gianluca Centineo Stefano Scappini |

|                                           |           |                                   |
| Zimmerman: 3 Budassi: 2 Mina, Pasquali: 1 | Marcatori | 3: Pomeri 1: Citino, Motta, Koide |

| Arbitri: | Francesco Romolini Alessandro Severo |

|                                     |           |                                                              |
| Motta, De Cuia: 2 Citino, Pomeri: 1 | Marcatori | 3: Garibotti 2: Radicchi, Aiello 1: Zablith, Gitto, Morvillo |

| Arbitri: | Filippo Gomez Stefano Ricciotti |

|                                           |           |                  |
| Zanetta, Tankeeva, Ioannou: 2 Casanova: 1 | Marcatori | 1: Presta, Motta |

### Coppa Italia

#### Prima Fase
Tre gruppi da tre e quattro squadre ciascuno: Il Cosenza è incluso nel Gruppo C, disputato a Catania.
| Arbitri: | Mario Bianchi Giovanni Lo Dico |

|                              |           |                                                        |
| Bosurgi: 3 Gitto, D'Agata: 2 | Marcatori | 2: Citino, Nicolai, Presta, D'Amico 1: Marani, De Cuia |

| Arbitri: | Mario Bianchi Giovanni Del Bosco |

|                                                          |           |                                                     |
| Citino, Motta: 3 Koide: 2 De Cuia, Nicolai, Garritano: 1 | Marcatori | 3: Marletta 2: Riccioli 1: Grillo, Amadeo, Buccheri |

| Arbitri: | Mario Bianchi Federico Braghini |

|                                                                      |           |                                                       |
| Koide: 3 Bonaparte, Marani, Garritano, D'Amico: 2 Citino, De Mari: 1 | Marcatori | 1: Monaco, Migliaccio, De Magistris, Mazzola, Foresta |

#### Seconda Fase
Tre gruppi da tre e quattro squadre ciascuno: si qualificano alla Final Six le prime due di ciascun gruppo. Il Cosenza è incluso nel Gruppo C, disputato a Cosenza
| Arbitri: | Attilio Paoletti Francesco Barbera |

|                                         |           |                                   |
| S. Motta, Nicolai: 3 Koide, R. Motta: 1 | Marcatori | 2: Anastasio 1: Foresta, Acampora |

| Arbitri: | Attilio Paoletti Bruno Navarra |

|                                         |           |                                                                       |
| Villari, Marchetti, Bosurgi: 2 Gitto: 1 | Marcatori | 3: Marani 2: Koide, Bonaparte, R. Motta 1: S. Motta, Nicolai, De Cuia |

| Arbitri: | Bruno Navarra Attilio Paoletti |

|                                                      |           |                                           |
| Koide: 3 Citino, Marani: 2 Motta, De Cuia, Presta: 1 | Marcatori | 3: Marletta 2: Grillo, Palmieri 1: Aiello |

#### Final Six
| Arbitri: | Alessandro Severo Bruno Navarra |

|                                                                |           |                                 |
| Koide: 3 Citino: 2 De Mari, Motta, Marani, Diacovo, D'Amico: 1 | Marcatori | 3: Grillo 1: Santapaola, Amadeo |

| Arbitri: | Mario Bianchi Stefano Ricciotti |

|                                          |           |                                     |
| Dufour: 4 Cocchiere: 2 Viacava, Maggi: 1 | Marcatori | 2: Presta 1: Citino, Motta, D'Amico |

| Arbitri: | Massimo Calabrò Cristina Taccini |

|                                                               |           |                                                                                       |
| S. Motta: 5 Bonaparte: 2 Citino, Marani, R. Motta, D'Amico: 1 | Marcatori | 4: Francini 3: Galardi 2: Repetto, Bartolini 1: Giachi, Lapi, Bosco, Albiani, Canetti |

| Arbitri: | Arnaldo Petronilli Alessandro Severo |

|                                  |           |                                                   |
| Avegno, Criscuolo: 2 Tankeeva: 1 | Marcatori | 2: R. Motta 1: Citino, De Mari, S. Motta, D'Amico |

| Arbitri: | Alessandro Severo Massimo Calabrò |

|                                                 |           |                                                                       |
| Citino, R. Motta: 2 De Mari, S. Motta, Koide: 1 | Marcatori | 3: Dario 2: Barzon, Gottardo, Millo 1: I. Savioli, M. Savioli, Casson |

## Statistiche

### Statistiche di squadra
- Statistiche aggiornate al 14 maggio 2016.

| Competizione | Punti | In casa | In casa | In casa | In casa | In casa | In casa | In trasferta | In trasferta | In trasferta | In trasferta | In trasferta | In trasferta | Neutro | Neutro | Neutro | Neutro | Neutro | Neutro | Totale | Totale | Totale | Totale | Totale | Totale | DR  |
| Competizione | Punti | G       | V       | N       | P       | Gf      | Gs      | G            | V            | N            | P            | Gf           | Gs           | G      | V      | N      | P      | Gf     | Gs     | G      | V      | N      | P      | Gf     | Gs     | DR  |
| ------------ | ----- | ------- | ------- | ------- | ------- | ------- | ------- | ------------ | ------------ | ------------ | ------------ | ------------ | ------------ | ------ | ------ | ------ | ------ | ------ | ------ | ------ | ------ | ------ | ------ | ------ | ------ | --- |
| Serie A1     | 22    | 9       | 4       | 1       | 4       | 79      | 83      | 9            | 3            | 0            | 6            | 88           | 95           | 0      | 0      | 0      | 0      | 0      | 0      | 18     | 7      | 1      | 10     | 167    | 178    | -11 |
| Coppa Italia | -     | 3       | 3       | 0       | 0       | 30      | 19      | 8            | 5            | 0            | 3            | 75           | 66           | 0      | 0      | 0      | 0      | 0      | 0      | 11     | 8      | 0      | 3      | 105    | 85     | +20 |
| Totale       | -     | 12      | 7       | 1       | 4       | 109     | 102     | 17           | 8            | 0            | 9            | 163          | 161          | 0      | 0      | 0      | 0      | 0      | 0      | 29     | 15     | 1      | 13     | 272    | 263    | +9  |

### Classifica marcatori
| Tot. | Giocatrice          | A1 | CI |
| ---- | ------------------- | -- | -- |
| 45   | Silvia Motta        | 31 | 14 |
| 32   | Giusi Citino        | 17 | 15 |
| 28   | Miku Koide          | 13 | 15 |
| 28   | Francesca Pomeri    | 28 | 0  |
| 26   | Agnese D'Amico      | 18 | 8  |
| 23   | Roberta Motta       | 12 | 11 |
| 16   | Claudia Presta      | 11 | 5  |
| 15   | Alessia Marani      | 5  | 10 |
| 13   | Veronica De Cuia    | 9  | 4  |
| 11   | Carolina Nicolai    | 4  | 7  |
| 9    | Rita De Mari        | 5  | 4  |
| 6    | Anna Bonaparte      | 0  | 6  |
| 6    | Benedetta Garritano | 3  | 3  |
| 1    | Martina Gallo       | 1  | 0  |
| 1    | Jone Diacovo        | 0  | 1  |
| 1    | Francesca Greco     | 1  | 0  |